# 埃多库尔
埃多库尔（法語：Hédauville，法語發音：[edovil]）是法国上法蘭西大區索姆省的一个市镇，属于亚眠区。

## 地理
埃多库尔（50°2'44"N, 2°34'4"E）面积4.04 平方千米，位于法国上法蘭西大區索姆省，该省份为法国北部沿海省份，北起加来海峡省和北部省，西接滨海塞纳省和大西洋英吉利海峡，南至瓦兹省，东临埃纳省。
与埃多库尔接壤的市镇（或旧市镇、城区）包括：桑利勒塞克、瓦卢瓦巴永、瓦雷讷、福瑟维尔、马伊马耶、昂格勒贝尔梅尔。

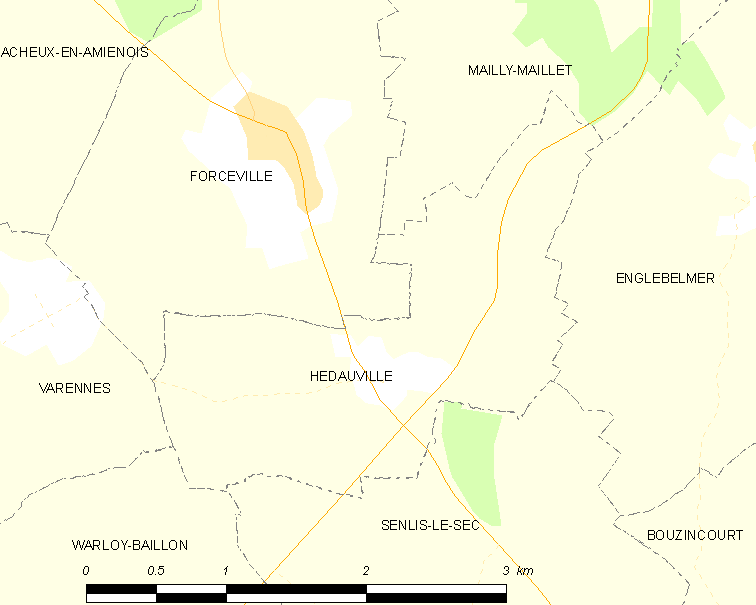
埃多库尔的OSM定位图

埃多库尔的时区为UTC+01:00、UTC+02:00（夏令时）。

## 行政
埃多库尔的邮政编码为80560，INSEE市镇编码为80425。

## 政治
埃多库尔所属的省级选区为阿尔贝县。

## 人口

1962-2008年间埃多库尔人口变化图示

埃多库尔于2022年1月1日时的人口数量为107人。